# Cataglyphis karakalensis
Cataglyphis karakalensis är en myrart som beskrevs av Arnol'di 1964. Cataglyphis karakalensis ingår i släktet Cataglyphis och familjen myror. Inga underarter finns listade.